# Erdoğan Ercivan
Erdoğan Ercivan (* 16. Dezember 1962 in Istanbul, Türkei) ist ein deutscher Schriftsteller türkischer Herkunft.

## Wirken
Ercivan beschäftigt sich seit 1978 mit Themengebieten innerhalb der Prä-Astronautik und Archäologie. Er gehörte dem Ägypten-Forum an der Humboldt-Universität in Berlin an und war 1998 Veranstalter des Ersten Weltkongresses über verbotene Archäologie. Ercivans Theorien werden von den Fachwissenschaften abgelehnt und finden keine Rezeption.

## Hypothesen
Erdoğan Ercivan hat sich besonders auf die ägyptische Kultur spezialisiert. Er deutet zahlreiche Funde und alte literarische Werke so, dass die Ägypter schon vor vielen tausend Jahren in Besitz von Hochtechnologie und -technik waren. Unter anderem behauptet er, dass die alten Ägypter schon damals Elektrizität, Gentechnik und Kernenergie kannten. Zur Untermauerung dieser Thesen zieht er verschiedene altägyptische Funde heran, beispielsweise ein Wandrelief aus einem ägyptischen Tempel in Dendera, auf dem er eine elektrische Lichtquelle erkennen will (Glühbirnen von Dendera), aber auch moderne Messergebnisse, die beispielsweise eine verstärkte Radioaktivität im Bereich der Pyramiden von Gizeh zeigen. Des Weiteren vertritt er die These, dass die häufig als Symbol verwendete altägyptische Hieroglyphe Anch sich ursprünglich aus einer einzelnen männlichen Samenzelle herleitet und nicht wie die von der Ägyptologie anerkannte Theorie einer Sandalenschlaufe (Riemen). Er unterstützt seine Theorie mit dem „Sechem“, das seiner Ansicht nach ursprünglich ein Gerät für die Betrachtung des Mikro- und Makrokosmos war, das heute als Mikroskop bzw. Teleskop bezeichnet wird. Aus dem Pfortenbuch der Ägypter meint er in dem „Metui“ die Bezeichnung für die Desoxyribonukleinsäure (DNS) erkannt zu haben, was übersetzt „Doppelstrick“ (modern Doppelhelix) bedeutet und eine altägyptische Darstellung davon ist, wie „die Ur-Götter das Leben in alle Lebewesen“ der Erde „einstrickten“. Darüber hinaus kritisiert Ercivan, ähnlich wie Erich von Däniken, die Vorgehensweise der heutigen Archäologie und insbesondere die dort angeblich vorherrschende Vetternwirtschaft und Geheimnistuerei.

## Hypothesen zur Archäologie
In seinem Werk Missing Link der Archäologie. Verheimlichte Funde, gefälschte Museumsexponate und als Betrüger entlarvte Archäologen stellt Ercivan gewagte Hypothesen über Ludwig Borchardt, Heinrich Schliemann, Arthur Evans, Henri Breuil oder Charles Darwin auf und versucht, diese als Fälscher zu entlarven. Während er Borchardt unterstellt, neben der Büste der Nofretete weitere altägyptische Funde wie den Klappaltar von Kairo und eine Hatschepsut-Stele gefälscht zu haben, soll Schliemann den Schatz des Priamos bei einem Athener Juwelier bestellt haben. Evans soll die Kultur der Minoer erst mit der Hilfe eines Schweizer Künstlers namens Emile Gilliéron zwischen dem 23. März 1900 und 1924 erfunden haben. Breuil wiederum soll dafür verantwortlich sein, dass zwischen 1903 und 1956 in Nordspanien und Südfrankreich steinzeitliche Höhlenmalereien gefunden wurden, die nach Ercivans Ansicht in über 90 Prozent der Fälle gefälscht wurden. Selbst Darwins Evolutionstheorie basiere auf einer anfänglichen Lüge innerhalb der Anthropologie.

## Werke
- Das Faktum. Auf der Suche nach dem Ursprung der Menschheit. Schöpfung oder Evolution? Biblos, Berlin 1995, ISBN 3-9804598-0-2.
- Das Sternentor der Pyramiden. Geheime Wege in den Kosmos. Bettendorf, München u. a. 1997, ISBN 3-88498-096-3.
- Fälscher und Gelehrte. Auf der Suche nach dem Ursprung der Menschheit. Kopp, Rottenburg 2002, ISBN 3-930219-48-4.
- Gefälschte Wissenschaft. Wie Wissenschaft Wissen schafft. Kopp, Rottenburg 2004, ISBN 3-930219-93-X.
- Patente der Pharaonen. Neueste Entdeckungen zur Hochtechnologie der alten Ägypter. Herbig, München 2006, ISBN 3-7766-2472-8.
- Verbotene Ägyptologie. Rätselhafte Wissenschaft und Hochtechnologie der Pharaonen. 15. Auflage. Kopp, Rottenburg 2006, ISBN 3-930219-47-6.
- Imhoteps Grab. Der Schlüssel zur Sirius-Strategie. Kopp, Rottenburg 2007, ISBN 978-3-938516-46-1.
- Missing Link der Archäologie. Verheimlichte Funde, gefälschte Museumsexponate und als Betrüger entlarvte Archäologen. Kopp, Rottenburg 2009, ISBN 978-3-938516-88-1.
- Verbotene Archäologie Spezial. Rätselhafte Ausgrabungen und geheime Erkenntnisse über Astronautengötter. Deutscher Buch und Medien Verlag, Berlin 2011, ISBN 978-3-942683-00-5.
- Corona Komplott. Eine kontrollierte Neuordnung der Welt mit synthetischen Viren?, Silberschnur Verlag, Güllesheim 2020, ISBN 978-3-89845-670-8.
- Kollektiv Betrug. Wir machen euch eine Neue Welt, eine, die nur uns gefällt, alphabet-Verlag, Berlin 2023, ISBN 978-3-9825-041-00.